# Iván Heyn

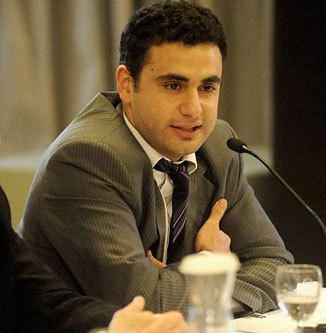
Iván Heyn

Iván Heyn (* 29. November 1977; † 20. Dezember 2011 in Montevideo, Uruguay) war ein argentinischer Politiker.

## Familiärer Hintergrund
Heyn, Sohn eines paraguayischen Vaters und einer argentinischen Mutter, entstammte einer wohlhabenden jüdischen Familie. Er hatte mindestens einen Bruder. Die Finanzkrise im Jahr 2001 bildete ein einschneidendes Ereignis im familiären Lebensweg Heyns, als dessen Vater nach dem Zusammenbruch der im Familieneigentum stehenden Industrieriemen-Fabrik versuchte, sich das Leben zu nehmen.

## Karriere
Heyn schloss 2003 ein Wirtschaftsstudium an der Universidad de Buenos Aires erfolgreich ab. Zudem erwarb er an der Universidad Nacional de General Sarmiento einen Master in Politik der industriellen Entwicklung. Während seines Studiums trat er in die ehemals von Axel Kicillof gegründete universitäre Gruppierung Tontos pero no Tanto (TNT) ein. Ab 27. Dezember 2001 hatte er die Funktion des gewählten Präsidenten der Federación Universitaria de Buenos Aires (FUBA) mit der Unterstützung einer Koalition aus linken und unabhängigen Kräften inne und durchbrach damit eine lange währende Vorherrschaft der Studentengruppierung Franja Morada. Während seiner Amtszeit 2002 schloss er sich der Frente para la Victoria (FPV) an. Von April 2006 bis April 2008 war er als Berater im zu dieser Zeit von Felisa Miceli geleiteten Wirtschaftsministerium Argentiniens tätig. Ab Mai 2008 bekleidete er dann bis Januar 2009 das Amt des Staatssekretärs für Industrie im Wirtschafts- und Produktionsministerium. Dem schloss sich unmittelbar die Tätigkeit als Geschäftsführer für makroökonomische und sektorale Studien in der Bank für Investition und Außenhandel (Banco de Inversión y Comercio Exterior, BICE) an, der er bis Januar 2011 nachging. Ferner war er seit Juli 2010 Vorsitzender der Corporación Puerto Madero, einer der Stadtentwicklung des Barrios Puerto Madero dienenden Körperschaft. Ab Februar 2011 hatte er zudem die Funktion eines staatlichen Vorstandsmitglieds des Metallurgie-Unternehmens und einzigen Aluminium-Produzenten Argentiniens Aluar inne. 2011 gehörte er einem Berater-Team des Senators Daniel Filmus an und kandidierte bei den Abgeordnetenwahlen zum portenischen Stadtparlament für die Frente para la Victoria in Buenos Aires, wenn auch eher symbolisch, da er lediglich einen wenig aussichtsreichen 25. Platz auf der von Juan Cabandié angeführten Liste belegte.
Heyn gehörte der kirchneristischen Jugendbewegung La Cámpora an und zählte laut der argentinischen Tageszeitung La Nación zu deren Mitbegründern. Zum Zeitpunkt seines Todes war er Wirtschaftsstaatssekretär für den Bereich Außenhandel in der Regierung von Cristina Fernández, mit deren Sohn Máximo Kirchner er befreundet war. Diese hatte ihn erst zehn Tage zuvor ernannt. Während des im Dezember 2011 in Montevideo stattfindenden Mercosur-Gipfels wurde der zur offiziellen argentinischen Delegation gehörende Heyn mit einem Gürtel erhängt in seinem Hotelzimmer aufgefunden.